# Шахти Федорівки
Шахти Федорівки - нині (2017 рік) закриті кустарні вуглевидобувні підприємства, що функціонували з початку до середини ХХ століття в районі сучасного села Федорівка Покровського району Донецької області. Вуглевидобуток було налагоджено по балці Липова, а також по сусідніх ярах та буєраках. 

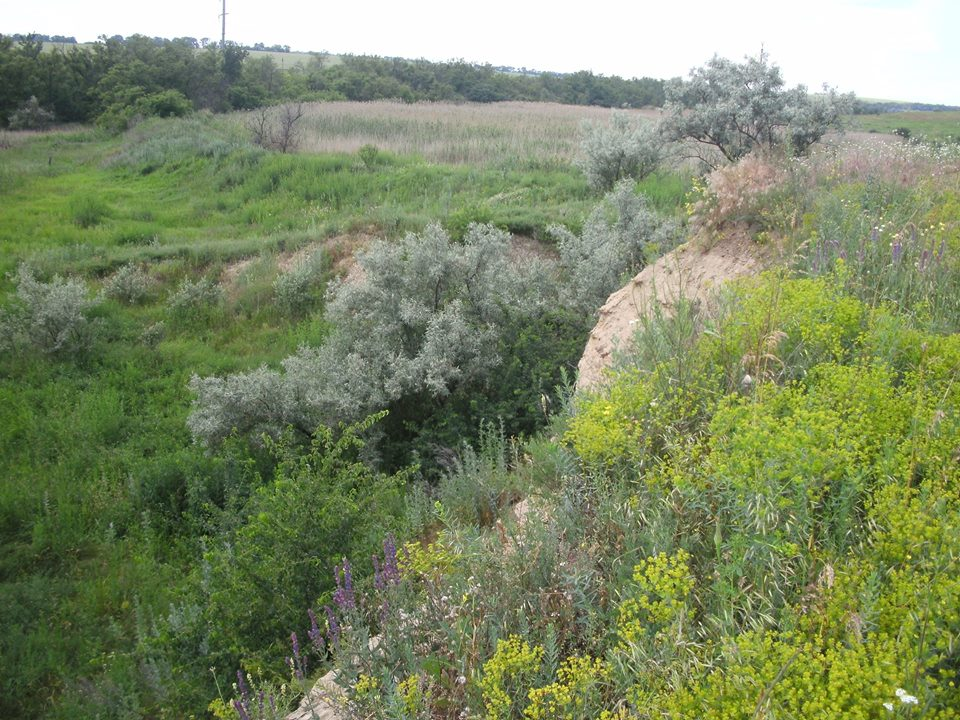
Занедбаний кар'єр будівельного каміння у Липовій балці поблизу Федорівки

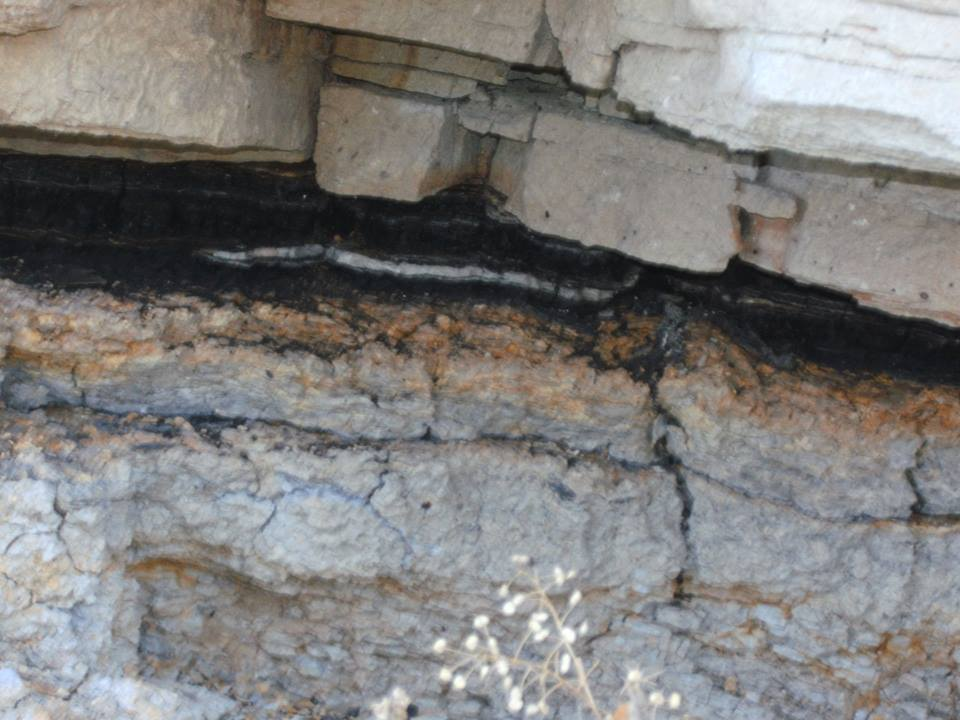
Вихід пласту вугілля у вигляді "сажі" на поверхню в занедбаному кар'єрі поблизу Федорівки

Перші відомості про наявність вугілля у Липовому буєраці датовані 1795 роком, задокументував це гірничий інженер І.Бригонцов. Виходи малопотужних пластів вугілля на денну поверхню по Липовій балці у Федорівці можна знайти в занедбаному кар'єрі будівельного каміння на схід від села.
В Федорівці працювали «столипінські шахти», - тобто, відкриті в роки прем'єрства в Російській імперії П.А.Столипіна. Місцеві жителі називають їх «генеральськими», оскільки господарем був генерал-майор В.С.Токайшвілі. Останній з дружиною Анною-Ніною орендував землі в маєтку Григоріївка між однойменним селом (нинішнє Разіне) і Липовій балкою (де зараз знаходиться Федорівка). Примітно, що сама Федорівка до генеральського руднику не має ніякого відношення. Північніше Федорівки також видобували вугілля – між Суворовим і Бойківкою на початку ХХ століття працювали кустарні шахти Арона і Штагера.
Орієнтовно в 1906 році почалися роботи по закладці «генеральського» рудника, а в 1909 році Григоріївський рудник генерал-майора В.С.Токайшвілі вже дав перше вугілля. Генеральська шахта, яка перебувала в 16 верстах від станції Гришине (Покровськ), була першою з виниклих тут копалень, можливо – найбільшою. До 1918 року тут працювали шахти інших дрібних власників, список тільки відомих прізвищ перевищує 10 найменувань.
Максимальна продуктивність становила 6,5 тис. т, з них до 1,5 тис. т доставляли гужом на станцію Гришине, решта розпродавали на місці. Хоча за сприятливих умов, тут і на навколишніх селянських копальнях могли видобувати до 100 тис. т вугілля на рік. Протягом першого півріччя 1910 року на руднику було видобуто 120 тис. пудів вугілля, за календарний рік – 163 тис. пудів. У зв'язку з відсутністю під'їзних шляхів, вуглевидобуток на копальні коливалася. У 1911 році рудник видав всього лише 96 тис. пудів вугілля, в першому півріччі 1912 року – 200 тис. пудів, а за аналогічний період 1913 року - лише 130 тис. пудів (причому, за рік видобуток склав 150 тис. пудів). Видобувна здатність рудника в 1911 році оцінювалася в 2 млн пудів (передбачалося відкрити 3 шахти з сумарною продуктивністю до 2 млн пудів), в 1912-1913 роках – лише в 1 млн пудів.
У зв'язку із нестабільним вуглевидобутком в районі Григоріївки, власник рудника до 1918 року неодноразово змінювався. З 1914 року рудник належав Алексєєвському гірничопромисловому товаритву (на прізвище господаря – В.І.Алексєєва), з 1915 року – власне, В.І.Алексєєву, з 1917 року – акціонерному товариству «Григоріївка-Гришине». Сам генерал В.С.Токайшвілі входив в число акціонерів і володів контрольним (без 1 акції) пакетом акцій. У 1914 році на 1 діючій шахті даного рудника (22 працівника) було видобуто 30 тис. пудів вугілля при видобувній здатності 0,7 млн пудів. У 1915 році тут видобули 250 тис. пудів вугілля при видобувній здатності в 2 млн пудів на рік. Причому, в 1915 році тут планували добути в 1916 році 840 тис. пудів вугілля. У 1916 році видобувну здатність рудника встановили в 2 млн пудів на рік, при цьому вже в звітному році сподівалися видобути 1,5 млн пудів вугілля. Статистика видобутку вугілля на копальні в 1916-1918 роках відсутня, але швидше за все реальний вуглевидобуток був набагато нижче планового. Керуючими на руднику були С.Н.Богарніков, потім – Л.О.Рабінович.
Не пізніше 1913 року поряд з рудником були закладені дрібні шахти селян, підприємців тощо. У 1915-1918 роках тут працювали шахти Вєркєна, Давидова, Ізуса, Шінявського, Шульмана, Євтухова, Шпунтовича, Мовергозе, Камінських, Рибкіна, Пеняєва, Ісакіївські копальні Астермана. Практично всі вони увійшли до складу рудника акціонерного товариства кам'яновугільних копалень «Григоріївка-Гришине». Одним з невирішених питань залишався транспортний – аж до 50-х років минулого століття вугілля возили гужом.
На руднику добували вугілля марки Т, не затребуване широко на ринку. До весни 1918 року найбільші шахти (Токайшвілі, Алексєєва та ін.) відпрацювали запаси родовища на верхніх горизонтах, і була потрібна реконструкція рудника. Крім того, для залучення робочої сили, було потрібно капітальне будівництво житла. Обговорювалася можливість будівництва 2 нових шахт глибиною 53 м кожна з механізованою (нескінченною) відкаткою вантажів по ухилах і бремсбергах (бремсберги нових шахт передбачалося збити з ухилами старих). Передбачалося будівництво 2 казарм, 2 будинків, контори та матеріального складу.
Рудник, станом на весну 1918 року складався з: шахт Давидова, Шульмана, № 1-2 тощо; 350 тис. пудів вугілля, що скупчилося на промплощадці; застарілого будинку Мовергозе для службовців (робочі проживали в сусідніх селах і хуторах); контори, лавки, амбулаторії та невеликого складу в будівлі Шінявського.
У 1911 році Рада З'їзду гірничопромисловців півдня Росії підтримала перше клопотання про будівництво залізничної гілки до копальні – тупикової Григоріївської під'їзної колії від станції Гришине протяжністю 15 верст для обслуговування шахт Новоекономічного і Григоріївки однією гілкою. Але в 1912 році Донецько-Грушівське товариство кам'яновугільних й антрацитових копалень заклало на землях Новоекономічного свій рудник, а до 1913 року підвело до нього рудникову вузькоколійку. Примикати Григоріївському руднику під'їзними шляхами до приватної залізниці не було сенсу.
В 1913 році через Раду З'їзду пройшло клопотання про будівництво тупикової гілки на Григоріївку від роз'їзду Сухецький (район передвхідного світлофора станції Родинська з боку Мерцалового) до межі маєтку. До кінцевої станції гілки повинні були примикати ґрунтові й рейкові під'їзні шляхи шахт Григоріївського рудника і дрібних орендарів. Гілкою передбачалася вивіз вугілля та хліба. Міністерство шляхів сполучення в 1913-1914 роках не включило гілку на Григоріївку в проект залізниці Рутченкове – Гришине – Добропілля, і погоджувалося побудувати гілку тільки при поверненні коштів на будівництво, що не влаштовувало генерал-майора В.С.Токайшвілі.
В 1916 році проект залізничної лінії Гришине – Краматорська – Дружківка, складений незадовго до цього в правлінні акціонерного товариства Токамацької залізниці, був скорегований управлінням Катерининської залізниці. Нова траса залізниці передбачала примикання до існуючих залізниць в районі Гришине по роз'їзді Сухецький, а також трасування через Казенноторське (Шахове). Що стосується Григоріївського рудника, в декількох верстах на північний захід від останнього передбачалося спорудження станції Паровична, яка обслуговувала б шахти, розташовані на лівому схилі Липової балки. Питання про обслуговування шахт на правому схилі Липової балки, а також з боку Григорівки, залишався відкритим.

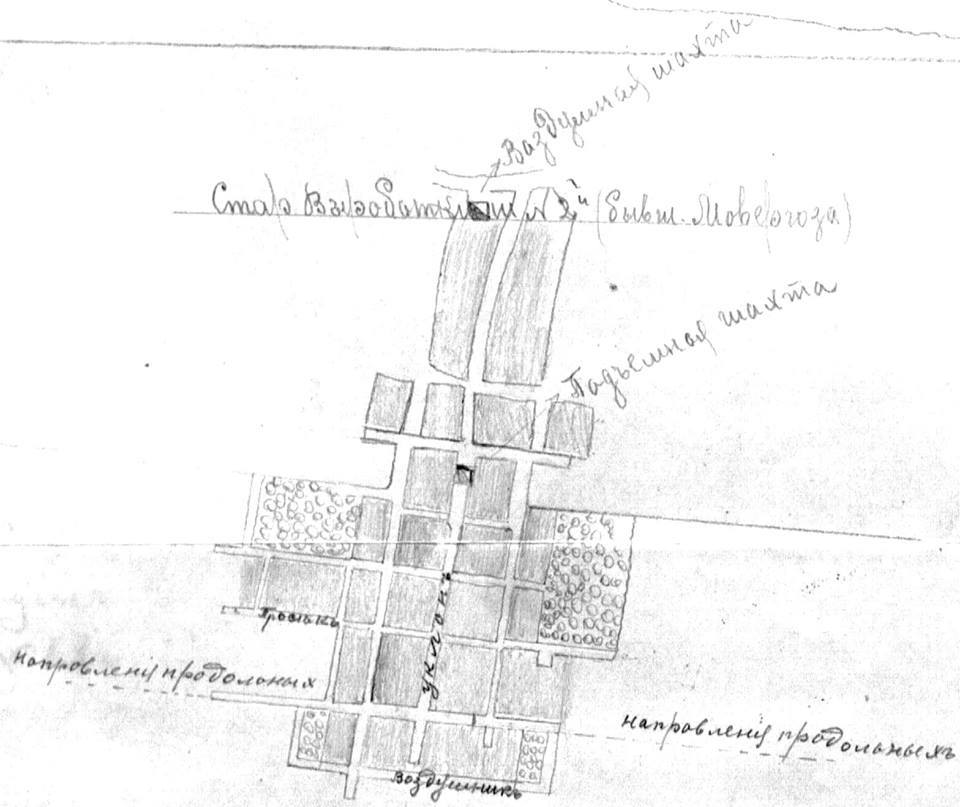
Фрагмент плану гірничих робіт на шахті № 1-2 рудника товариства "Григоріївка-Гришине", 1918 рік

В 1918 році, з урахуванням відкриття в майбутньому станції Паровична, був затверджений план будівництва рудникової вузькоколійки з кінною тягою від шахт Григоріївського рудника, розташованих на правому схилі Липової балки, до роз'їзду Сухецький, який влітку 1918 року передбачалося відкрити для прийому вугілля. Гроші на будівництво передбачалося виручити від реалізації незатребуваного вугілля, що накопичився на промплощадці рудника. Звісно, до осені 1918 року питання будівництва рудникової вузькоколійки і нової залізниці вирішене не було. Зміна ладу зробила безглуздим будівництво як нової залізниці, так і вузькоколійки.

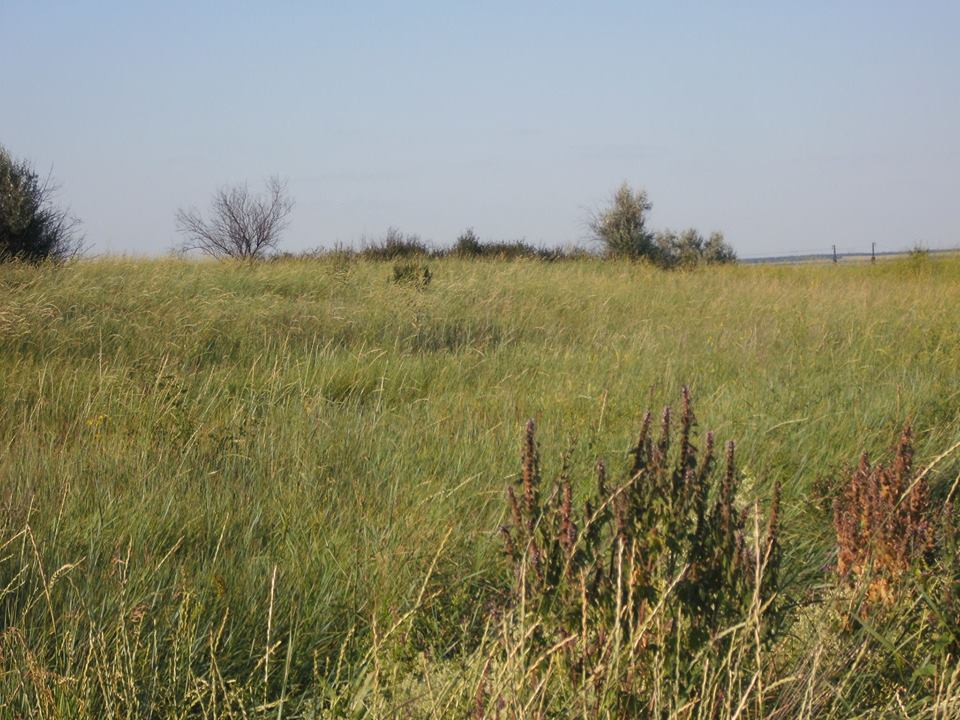
Рештки відвалу породи Генеральської шахти у Федорівці

У 1920 році, в зв'язку зі зміною суспільно-політичного ладу, націоналізований Григор'єво-Гришинський рудник виявився у веденні Північного (Гришинського) куща Донвугілля, а потім був переданий на баланс радгоспу «Гірник-2» (з 1963 року - «Добропільський»). Станом на 1923 рік, працювали шахти на правому березі балки Липова. Рештки відвалу породи однієї з них збереглися досі (2017 рік). На лівому березі шахти були закриті на початку 20-х років. Останні відомості про роботу шахт в районі Федорівки датовані 50-ми роками.